# Australien i olympiska sommarspelen 2012
Australien deltog i de olympiska sommarspelen 2012 som ägde rum i London i Storbritannien mellan den 27 juli och den 12 augusti 2012.

## Medaljörer (urval)
| Medalj | Namn | Sport   | Gren                     |
| ------ | --- | ------- | ------------------------ |
| Guld   | Anna Meares                                                                                                   | Cykling | Damernas sprint          |
| Guld   | Tom Slingsby                                                                                                  | Segling | Herrarnas laser          |
| Guld   | Alicia Coutts Cate Campbell Brittany Elmslie Yolane Kukla* Melanie Schlanger Emily Seebohm* Lisbeth Trickett* | Simning | Damernas 4x100 m frisim  |
| Silver | Christian Sprenger                                                                                            | Simning | Herrarnas 100 m bröstsim |
| Silver | Emily Seebohm                                                                                                 | Simning | Damernas 100 m ryggsim   |
| Brons  | Alicia Coutts                                                                                                 | Simning | Damernas 100 m fjärilsim |

## Badminton
- Huvudartikel: Basket vid olympiska sommarspelen 2012

| Spelare                   | Gren       | Gruppnivå                                  | Gruppnivå                               | Gruppnivå                                    | Gruppnivå | Eliminering       | Kvartsfinal                           | Semifinal         | Final / brons     | Final / brons    |
| Spelare                   | Gren       | Motståndare Poäng                          | Motståndare Poäng                       | Motståndare Poäng                            | Placering | Motståndare Poäng | Motståndare Poäng                     | Motståndare Poäng | Motståndare Poäng | Placering        |
| ------------------------- | ---------- | ------------------------------------------ | --------------------------------------- | -------------------------------------------- | --------- | ----------------- | ------------------------------------- | ----------------- | ----------------- | ---------------- |
| Ross Smith Glenn Warfe    | Herrdubbel | Cai Y / Fu Hf (CHN) L 11–21, 17–21         | Fang C-m / Lee S-m (TPE) L 14–21, 13–21 | Kindervater / Schöttler (GER) L 13–21, 14–21 | 4         | i.u.              | Gick inte vidare                      | Gick inte vidare  | Gick inte vidare  | Gick inte vidare |
| Victoria Na               | Damsingel  | Gu (SIN) L 10–21, 7–21                     | Fašungová (SVK) W 21–12, 21–18          | i.u.                                         | 2         | Gick inte vidare  | Gick inte vidare                      | Gick inte vidare  | Gick inte vidare  | Gick inte vidare |
| Leanne Choo Renuga Veeran | Damdubbel  | Jauhari / Polii (INA) L 11–21, 22–20, 7–21 | Edwards / Viljoen (RSA) W 21–9, 21–7    | Ha J-e / Kim M-j (KOR) L 21–7, 21–19         | 3 Q*      | i.u.              | Bruce / Li (CAN) L 9–21, 21–18, 18–21 | Gick inte vidare  | Gick inte vidare  | Gick inte vidare |

## Basket
- Huvudartikel: Basket vid olympiska sommarspelen 2012
- Herrar

| Pos. | Nr | Namn                | Ålder                 | Längd  | Klubb                              |
| ---- | -- | ------------------- | --------------------- | ------ | ---------------------------------- |
| SG   | 4  | Peter Crawford      | 32 - 6 november 1979  | 1,93 m | Townsville Crocodiles              |
| PG   | 5  | Patrick Mills       | 23 - 11 augusti 1988  | 1,83 m | San Antonio Spurs                  |
| PG   | 6  | Adam Gibson         | 25 - 30 oktober 1986  | 1,88 m | Adelaide 36ers                     |
| SF   | 7  | Joe Ingles          | 24 - 2 oktober 1987   | 2,03 m | FC Barcelona Regal                 |
| SG   | 8  | Brad Newley         | 27 - 18 februari 1985 | 1,99 m | Valencia BC                        |
| SG   | 9  | Matthew Dellavedova | 21 - 8 september 1990 | 1,93 m | Saint Mary's College of California |
| SF   | 10 | David Barlow        | 28 - 22 oktober 1983  | 2,05 m | CB Murcia                          |
| SF   | 11 | Mark Worthington    | 29 - 8 juni 1983      | 2,02 m | KK Radnički Kragujevac             |
| C    | 12 | Aron Baynes         | 25 - 9 december 1986  | 2,08 m | Ikaros Kallitheas B.C.             |
| PF   | 13 | David Andersen      | 32 - 23 juni 1980     | 2,12 m | Mens Sana Basket                   |
| PF   | 14 | Matthew Nielsen     | 34 - 3 februari 1978  | 2,08 m | BC Khimki                          |
| C    | 15 | Aleks Marić         | 27 - 22 oktober 1984  | 2,11 m | PBC Lokomotiv-Kuban                |

| Lag            | S | V | O | F | GM  | IM  | MS   | P  |
| -------------- | - | - | - | - | --- | --- | ---- | -- |
| Ryssland       | 5 | 5 | 0 | 0 | 403 | 359 | +44  | 10 |
| Brasilien      | 5 | 4 | 0 | 1 | 402 | 349 | +53  | 9  |
| Spanien        | 5 | 3 | 0 | 2 | 414 | 394 | +20  | 8  |
| Australien     | 5 | 2 | 0 | 3 | 410 | 373 | +37  | 7  |
| Storbritannien | 5 | 1 | 0 | 4 | 370 | 405 | −35  | 6  |
| Kina           | 5 | 0 | 0 | 5 | 313 | 439 | −126 | 5  |

|  | 29 juli 2012 | Brasilien | 75 – 71 | Australien | Basketball Arena, London |  |
|  |              |           |         |            |                          |  |
|  |              |           |         |            |                          |  |
|  |              |           |         |            |                          |  |

|  | 31 juli 2012 | Australien | 70 – 82 | Spanien | Basketball Arena, London |  |
|  |              |            |         |         |                          |  |
|  |              |            |         |         |                          |  |
|  |              |            |         |         |                          |  |

|  | 2 augusti 2012 | Australien | 81 – 61 | Kina | Basketball Arena, London |  |
|  |                |            |         |      |                          |  |
|  |                |            |         |      |                          |  |
|  |                |            |         |      |                          |  |

|  | 4 augusti 2012 | Storbritannien | 75 – 106 | Australien | Basketball Arena, London |  |
|  |                |                |          |            |                          |  |
|  |                |                |          |            |                          |  |
|  |                |                |          |            |                          |  |

|  | 6 augusti 2012 | Australien | 82 – 80 | Ryssland | Basketball Arena, London |  |
|  |                |            |         |          |                          |  |
|  |                |            |         |          |                          |  |
|  |                |            |         |          |                          |  |

- Slutspel

|  | Kvartsfinal | Kvartsfinal | Kvartsfinal |    |           | Semifinal | Semifinal | Semifinal |            |            | Final      | Final     | Final |
|  |             |             |             |    |           |           |           |           |            |            |            |           |       |
|  | B1          | Ryssland    | 83          |    |           |           |           |           |            |            |            |           |       |
|  |             |             | 83          |    |           |           |           |           |            |            |            |           |       |
|  | A4          | Litauen     | 74          |    |           |           |           |           |            |            |            |           |       |
|  | A4          | Litauen     | 74          |    | B1        | Ryssland  | 59        |           |            |            |            |           |       |
|  |             |             |             |    | B1        | Ryssland  | 59        |           |            |            |            |           |       |
|  |             | B3          | Spanien     | 67 |           |           |           |           |            |            |            |           |       |
|  | A2          | B3          | Spanien     | 67 | Frankrike | 59        |           |           |            |            |            |           |       |
|  | A2          |             |             |    | Frankrike | 59        |           |           |            |            |            |           |       |
|  | B3          | Spanien     | 66          |    |           |           |           |           |            |            |            |           |       |
|  |             |             |             |    |           |           |           |           |            | B3         | Spanien    | 100       |       |
|  |             |             |             |    |           |           |           |           |            | A1         | USA        | 107       |       |
|  | A1          | USA         | 119         |    |           |           |           |           |            |            |            |           |       |
|  | A1          | USA         | 119         |    |           |           |           |           |            |            |            |           |       |
|  | B4          | Australien  | 86          |    |           |           |           |           |            |            |            |           |       |
|  | B4          | Australien  | 86          |    | A1        | USA       | 109       |           | Bronsmatch | Bronsmatch | Bronsmatch |           |       |
|  |             |             |             |    | A1        | USA       | 109       |           | Bronsmatch | Bronsmatch | Bronsmatch |           |       |
|  |             | A3          | Argentina   | 83 |           |           |           |           |            |            |            |           |       |
|  | B2          | A3          | Argentina   | 83 | Brasilien | 77        |           | B1        | Ryssland   | 81         |            |           |       |
|  | B2          |             |             |    | Brasilien | 77        |           | B1        | Ryssland   | 81         |            |           |       |
|  | A3          | Argentina   | 82          |    |           |           |           |           |            |            | A3         | Argentina | 77    |
|  |             |             |             |    |           |           |           |           |            |            |            |           |       |

|  | 8 augusti 2012 | USA | 119 – 86  | Australien | North Greenwich Arena, London |  |
|  |                |     | (Rapport) |            |                               |  |
|  |                |     |           |            |                               |  |
|  |                |     |           |            |                               |  |

- Damer

| \| \| Pos. \| Namn \| Ålder \| \| Klubb \| \| \| ---- \| ----------------------- \| ------------------ \| \| ------------------ \| \| \| \| Jenna O'Hea (AUS) \| .. år (19XX-XX-XX) \| \| Dandenong Rangers \| \| \| \| Samantha Richards (AUS) \| .. år (19XX-XX-XX) \| \| Bulleen Boomers \| \| \| \| Jennifer Screen (AUS) \| .. år (19XX-XX-XX) \| \| Adelaide Lightning \| \| \| \| Abby Bishop (AUS) \| .. år (19XX-XX-XX) \| \| Perpignan Basket \| \| \| \| Suzy Batkovic (AUS) \| .. år (19XX-XX-XX) \| \| Adelaide Lightning \| \| \| \| Kathleen MacLeod (AUS) \| .. år (19XX-XX-XX) \| \| Dandenong Rangers \| \| \| \| Kristi Harrower (AUS) \| .. år (19XX-XX-XX) \| \| Bendigo Spirit \| \| \| \| Laura Summerton (AUS) \| .. år (19XX-XX-XX) \| \| Braco San Giovanni \| \| \| \| Belinda Snell (AUS) \| .. år (19XX-XX-XX) \| \| CCC Polkowice \| \| \| \| Rachel Jarry (AUS) \| .. år (19XX-XX-XX) \| \| Bulleen Boomers \| \| \| \| Liz Cambage (AUS) \| .. år (19XX-XX-XX) \| \| Tulsa Shock \| \| \| \| Lauren Jackson (AUS) \| .. år (19XX-XX-XX) \| \| Seattle Storm \| | Förbundskapten(-er): (?)                     |                         |                    |            |                    |
| \| \| Pos. \| Namn \| Ålder \| \| Klubb \| \| \| ---- \| ----------------------- \| ------------------ \| \| ------------------ \| \| \| \| Jenna O'Hea (AUS) \| .. år (19XX-XX-XX) \| \| Dandenong Rangers \| \| \| \| Samantha Richards (AUS) \| .. år (19XX-XX-XX) \| \| Bulleen Boomers \| \| \| \| Jennifer Screen (AUS) \| .. år (19XX-XX-XX) \| \| Adelaide Lightning \| \| \| \| Abby Bishop (AUS) \| .. år (19XX-XX-XX) \| \| Perpignan Basket \| \| \| \| Suzy Batkovic (AUS) \| .. år (19XX-XX-XX) \| \| Adelaide Lightning \| \| \| \| Kathleen MacLeod (AUS) \| .. år (19XX-XX-XX) \| \| Dandenong Rangers \| \| \| \| Kristi Harrower (AUS) \| .. år (19XX-XX-XX) \| \| Bendigo Spirit \| \| \| \| Laura Summerton (AUS) \| .. år (19XX-XX-XX) \| \| Braco San Giovanni \| \| \| \| Belinda Snell (AUS) \| .. år (19XX-XX-XX) \| \| CCC Polkowice \| \| \| \| Rachel Jarry (AUS) \| .. år (19XX-XX-XX) \| \| Bulleen Boomers \| \| \| \| Liz Cambage (AUS) \| .. år (19XX-XX-XX) \| \| Tulsa Shock \| \| \| \| Lauren Jackson (AUS) \| .. år (19XX-XX-XX) \| \| Seattle Storm \| | Positioner: G - Guard C - Center F - Forward |                         |                    |            |                    |
| \| \| Pos. \| Namn \| Ålder \| \| Klubb \| \| \| ---- \| ----------------------- \| ------------------ \| \| ------------------ \| \| \| \| Jenna O'Hea (AUS) \| .. år (19XX-XX-XX) \| \| Dandenong Rangers \| \| \| \| Samantha Richards (AUS) \| .. år (19XX-XX-XX) \| \| Bulleen Boomers \| \| \| \| Jennifer Screen (AUS) \| .. år (19XX-XX-XX) \| \| Adelaide Lightning \| \| \| \| Abby Bishop (AUS) \| .. år (19XX-XX-XX) \| \| Perpignan Basket \| \| \| \| Suzy Batkovic (AUS) \| .. år (19XX-XX-XX) \| \| Adelaide Lightning \| \| \| \| Kathleen MacLeod (AUS) \| .. år (19XX-XX-XX) \| \| Dandenong Rangers \| \| \| \| Kristi Harrower (AUS) \| .. år (19XX-XX-XX) \| \| Bendigo Spirit \| \| \| \| Laura Summerton (AUS) \| .. år (19XX-XX-XX) \| \| Braco San Giovanni \| \| \| \| Belinda Snell (AUS) \| .. år (19XX-XX-XX) \| \| CCC Polkowice \| \| \| \| Rachel Jarry (AUS) \| .. år (19XX-XX-XX) \| \| Bulleen Boomers \| \| \| \| Liz Cambage (AUS) \| .. år (19XX-XX-XX) \| \| Tulsa Shock \| \| \| \| Lauren Jackson (AUS) \| .. år (19XX-XX-XX) \| \| Seattle Storm \| | Spelarnas åldrar och klubb per 27 juli 2012. |                         |                    |            |                    |
| | Pos.                                         | Namn                    | Ålder              |            | Klubb              |
| |                                              | Jenna O'Hea (AUS)       | .. år (19XX-XX-XX) | Australien | Dandenong Rangers  |
| |                                              | Samantha Richards (AUS) | .. år (19XX-XX-XX) | Australien | Bulleen Boomers    |
| |                                              | Jennifer Screen (AUS)   | .. år (19XX-XX-XX) | Australien | Adelaide Lightning |
| |                                              | Abby Bishop (AUS)       | .. år (19XX-XX-XX) | Frankrike  | Perpignan Basket   |
| |                                              | Suzy Batkovic (AUS)     | .. år (19XX-XX-XX) | Australien | Adelaide Lightning |
| |                                              | Kathleen MacLeod (AUS)  | .. år (19XX-XX-XX) | Australien | Dandenong Rangers  |
| |                                              | Kristi Harrower (AUS)   | .. år (19XX-XX-XX) | Australien | Bendigo Spirit     |
| |                                              | Laura Summerton (AUS)   | .. år (19XX-XX-XX) | Italien    | Braco San Giovanni |
| |                                              | Belinda Snell (AUS)     | .. år (19XX-XX-XX) | Polen      | CCC Polkowice      |
| |                                              | Rachel Jarry (AUS)      | .. år (19XX-XX-XX) | Australien | Bulleen Boomers    |
| |                                              | Liz Cambage (AUS)       | .. år (19XX-XX-XX) | USA        | Tulsa Shock        |
| |                                              | Lauren Jackson (AUS)    | .. år (19XX-XX-XX) | USA        | Seattle Storm      |

| Lag            | S | V | O | F | GM  | IM  | MS  | P  |
| -------------- | - | - | - | - | --- | --- | --- | -- |
| Frankrike      | 5 | 5 | 0 | 0 | 356 | 319 | +37 | 10 |
| Australien     | 5 | 4 | 0 | 1 | 353 | 322 | +31 | 9  |
| Ryssland       | 5 | 3 | 0 | 2 | 314 | 308 | +6  | 8  |
| Kanada         | 5 | 2 | 0 | 3 | 328 | 332 | −4  | 7  |
| Brasilien      | 5 | 1 | 0 | 4 | 329 | 354 | −25 | 6  |
| Storbritannien | 5 | 0 | 0 | 5 | 327 | 372 | −45 | 5  |

|  | 28 juli 2012 | Australien | 74–58 | Storbritannien | Basketball Arena, London |  |
|  |              |            |       |                |                          |  |
|  |              |            |       |                |                          |  |
|  |              |            |       |                |                          |  |

|  | 30 juli 2012 | Frankrike | 74–70 (e fl) | Australien | Basketball Arena, London |  |
|  |              |           |              |            |                          |  |
|  |              |           |              |            |                          |  |
|  |              |           |              |            |                          |  |

|  | 1 augusti 2012 | Australien | 67–61 | Brasilien | Basketball Arena, London |  |
|  |                |            |       |           |                          |  |
|  |                |            |       |           |                          |  |
|  |                |            |       |           |                          |  |

|  | 3 augusti 2012 | Ryssland | 66–70 | Australien | Basketball Arena, London |  |
|  |                |          |       |            |                          |  |
|  |                |          |       |            |                          |  |
|  |                |          |       |            |                          |  |

|  | 5 augusti 2012 | Kanada | 63–72 | Australien | Basketball Arena, London |  |
|  |                |        |       |            |                          |  |
|  |                |        |       |            |                          |  |
|  |                |        |       |            |                          |  |

- Slutspel

|  | Kvartsfinal | Kvartsfinal | Kvartsfinal |    |    | Semifinal | Semifinal | Semifinal  |            |            | Final      | Final    | Final |
|  |             |             |             |    |    |           |           |            |            |            |            |          |       |
|  | A1          | USA         | 91          |    |    |           |           |            |            |            |            |          |       |
|  |             |             | 91          |    |    |           |           |            |            |            |            |          |       |
|  | B4          | Kanada      | 48          |    |    |           |           |            |            |            |            |          |       |
|  | B4          | Kanada      | 48          |    |    | USA       | 86        |            |            |            |            |          |       |
|  |             |             |             |    |    | USA       | 86        |            |            |            |            |          |       |
|  |             |             | Australien  | 73 |    |           |           |            |            |            |            |          |       |
|  | B2          | Australien  | Australien  | 73 | 75 |           |           |            |            |            |            |          |       |
|  | B2          | Australien  |             |    | 75 |           |           |            |            |            |            |          |       |
|  | A3          | Kina        | 60          |    |    |           |           |            |            |            |            |          |       |
|  |             |             |             |    |    |           |           |            |            |            | USA        | 86       |       |
|  |             |             |             |    |    |           |           |            |            |            | Frankrike  | 50       |       |
|  | B1          | Frankrike   | 71          |    |    |           |           |            |            |            |            |          |       |
|  | B1          | Frankrike   | 71          |    |    |           |           |            |            |            |            |          |       |
|  | A4          | Tjeckien    | 68          |    |    |           |           |            |            |            |            |          |       |
|  | A4          | Tjeckien    | 68          |    |    | Frankrike | 81        |            | Bronsmatch | Bronsmatch | Bronsmatch |          |       |
|  |             |             |             |    |    | Frankrike | 81        |            | Bronsmatch | Bronsmatch | Bronsmatch |          |       |
|  |             |             | Ryssland    | 64 |    |           |           |            |            |            |            |          |       |
|  | A2          | Turkiet     | Ryssland    | 64 | 63 |           |           | Australien | 83         |            |            |          |       |
|  | A2          | Turkiet     |             |    | 63 |           |           | Australien | 83         |            |            |          |       |
|  | B3          | Ryssland    | 66          |    |    |           |           |            |            |            |            | Ryssland | 74    |
|  |             |             |             |    |    |           |           |            |            |            |            |          |       |

## Bordtennis
- Huvudartikel: Bordtennis vid olympiska sommarspelen 2012

Herrar
| Spelare                                 | Gren   | Inledande omgång      | Runda 1                | Runda 2              | Runda 3              | Runda 4              | Kvartsfinal          | Semifinal            | Final                | Final            |
| Spelare                                 | Gren   | Motståndare Resultat  | Motståndare Resultat   | Motståndare Resultat | Motståndare Resultat | Motståndare Resultat | Motståndare Resultat | Motståndare Resultat | Motståndare Resultat | Placering        |
| --------------------------------------- | ------ | --------------------- | ---------------------- | -------------------- | -------------------- | -------------------- | -------------------- | -------------------- | -------------------- | ---------------- |
| Justin Han                              | Singel | Agbetoglo (TOG) W 4–2 | Alamian (IRI) L 0–4    | Gick inte vidare     | Gick inte vidare     | Gick inte vidare     | Gick inte vidare     | Gick inte vidare     | Gick inte vidare     | Gick inte vidare |
| William Henzell                         | Singel | BYE                   | Pattantyús (HUN) W 4–1 | Monteiro (POR) W 4–2 | Samsonov (BLR) L 3–4 | Gick inte vidare     | Gick inte vidare     | Gick inte vidare     | Gick inte vidare     | Gick inte vidare |
| Robert Frank Justin Han William Henzell | Lag    | i.u.                  | i.u.                   | i.u.                 | i.u.                 | Singapore L 0–3      | Gick inte vidare     | Gick inte vidare     | Gick inte vidare     | Gick inte vidare |

Damer
| Spelare                            | Gren   | Inledande omgång     | Runda 1              | Runda 2               | Runda 3              | Runda 4              | Kvartsfinal          | Semifinal            | Final                | Final            |
| Spelare                            | Gren   | Motståndare Resultat | Motståndare Resultat | Motståndare Resultat  | Motståndare Resultat | Motståndare Resultat | Motståndare Resultat | Motståndare Resultat | Motståndare Resultat | Placering        |
| ---------------------------------- | ------ | -------------------- | -------------------- | --------------------- | -------------------- | -------------------- | -------------------- | -------------------- | -------------------- | ---------------- |
| Jian Fang Lay                      | Singel | BYE                  | Silva (BRA) W 4–1    | Li X (FRA) L 3–4      | Gick inte vidare     | Gick inte vidare     | Gick inte vidare     | Gick inte vidare     | Gick inte vidare     | Gick inte vidare |
| Miao Miao                          | Singel | BYE                  | Hadačová (CZE) W 4–2 | Huang Y-h (TPE) L 0–4 | Gick inte vidare     | Gick inte vidare     | Gick inte vidare     | Gick inte vidare     | Gick inte vidare     | Gick inte vidare |
| Jian Fang Lay Miao Miao Vivian Tan | Lag    | i.u.                 | i.u.                 | i.u.                  | i.u.                 | Tyskland L 0–3       | Gick inte vidare     | Gick inte vidare     | Gick inte vidare     | Gick inte vidare |

## Boxning
- Huvudartikel: Boxning vid olympiska sommarspelen 2012

Herrar
| Boxare          | Gren            | Sextondelsfinal       | Åttondelsfinal           | Kvartsfinal             | Semifinal            | Final                | Final            |
| Boxare          | Gren            | Motståndare Resultat  | Motståndare Resultat     | Motståndare Resultat    | Motståndare Resultat | Motståndare Resultat | Placering        |
| --------------- | --------------- | --------------------- | ------------------------ | ----------------------- | -------------------- | -------------------- | ---------------- |
| Billy Ward      | Lätt flugvikt   | Veitia (CUB) L 4–26   | Gick inte vidare         | Gick inte vidare        | Gick inte vidare     | Gick inte vidare     | Gick inte vidare |
| Jackson Woods   | Flugvikt        | Brahimi (ALG) L 12–14 | Gick inte vidare         | Gick inte vidare        | Gick inte vidare     | Gick inte vidare     | Gick inte vidare |
| Ibrahim Balla   | Bantamvikt      | Lbida (MAR) W 16      | Dalakliev (BUL) L 10–14  | Gick inte vidare        | Gick inte vidare     | Gick inte vidare     | Gick inte vidare |
| Luke Jackson    | Lättvikt        | Liu Q (CHN) L 7–20    | Gick inte vidare         | Gick inte vidare        | Gick inte vidare     | Gick inte vidare     | Gick inte vidare |
| Jeff Horn       | Lätt weltervikt | Choombe (ZAM) W 19–5  | Houya (TUN) W 17–11      | Berinchyk (UKR) L 13–21 | Gick inte vidare     | Gick inte vidare     | Gick inte vidare |
| Cameron Hammond | Weltervikt      | Hima (NIG) W 13–6     | Clayton (CAN) L 11–14    | Gick inte vidare        | Gick inte vidare     | Gick inte vidare     | Gick inte vidare |
| Jesse Ross      | Mellanvikt      | Rahou (ALG) L 11–13   | Gick inte vidare         | Gick inte vidare        | Gick inte vidare     | Gick inte vidare     | Gick inte vidare |
| Damien Hooper   | Lätt tungvikt   | Browne (USA) W 13–11  | Mekhontsev (RUS) L 11–19 | Gick inte vidare        | Gick inte vidare     | Gick inte vidare     | Gick inte vidare |
| Jai Opetaia     | Tungvikt        | i.u.                  | Mammadov (AZE) L 11–12   | Gick inte vidare        | Gick inte vidare     | Gick inte vidare     | Gick inte vidare |
| Johan Linde     | Supertungvikt   | i.u.                  | Zhang Zl (CHN) L RSC     | Gick inte vidare        | Gick inte vidare     | Gick inte vidare     | Gick inte vidare |

Damer
| Boxare                  | Gren       | Åttondelsfinal        | Kvartsfinal          | Semifinal            | Final                | Final            |
| Boxare                  | Gren       | Motståndare Resultat  | Motståndare Resultat | Motståndare Resultat | Motståndare Resultat | Placering        |
| ----------------------- | ---------- | --------------------- | -------------------- | -------------------- | -------------------- | ---------------- |
| Naomi Fischer-Rasmussen | Mellanvikt | Laurell (SWE) L 17–24 | Gick inte vidare     | Gick inte vidare     | Gick inte vidare     | Gick inte vidare |

## Brottning
- Huvudartikel: Brottning vid olympiska sommarspelen 2012

Herrar, fristil
| Brottare      | Gren   | Kvalomgång           | Åttondelsfinal       | Kvartsfinal          | Semifinal            | Återkval 1           | Återkval 2           | Final / Brons        | Final / Brons |
| Brottare      | Gren   | Motståndare Resultat | Motståndare Resultat | Motståndare Resultat | Motståndare Resultat | Motståndare Resultat | Motståndare Resultat | Motståndare Resultat | Placering     |
| ------------- | ------ | -------------------- | -------------------- | -------------------- | -------------------- | -------------------- | -------------------- | -------------------- | ------------- |
| Farzad Tarash | -60 kg | BYE                  | Ri J-M (PRK) L 0–3   | Gick inte vidare     | Gick inte vidare     | Gick inte vidare     | Gick inte vidare     | Gick inte vidare     | 19            |

## Bågskytte
- Huvudartikel: Bågskytte vid olympiska sommarspelen 2012

| Bågskytt      | Gren                   | Ranking-runda | Ranking-runda | 32-delsfinal                 | Sextondelsfinal     | Åttondelsfinal     | Kvartsfinal       | Semifinal         | Final             | Final            |
| Bågskytt      | Gren                   | Poäng         | Seedning      | Motståndare Poäng            | Motståndare Poäng   | Motståndare Poäng  | Motståndare Poäng | Motståndare Poäng | Motståndare Poäng | Placering        |
| ------------- | ---------------------- | ------------- | ------------- | ---------------------------- | ------------------- | ------------------ | ----------------- | ----------------- | ----------------- | ---------------- |
| Taylor Worth  | Herrarnas individuella | 668           | 23            | Wills (GBR) (42) W 6–5       | Ellison (USA) W 7–1 | Dai Xx (CHN) L 5–6 | Gick inte vidare  | Gick inte vidare  | Gick inte vidare  | Gick inte vidare |
| Elisa Barnard | Damernas individuella  | 601           | 58            | Christiansen (DEN) (7) L 3–7 | Gick inte vidare    | Gick inte vidare   | Gick inte vidare  | Gick inte vidare  | Gick inte vidare  | Gick inte vidare |

## Cykling
- Huvudartikel: Cykling vid olympiska sommarspelen 2012

### Landsväg
Herrar
| Cyklist        | Gren                | Tid      | Placering |
| -------------- | ------------------- | -------- | --------- |
| Cadel Evans    | Herrarnas linjelopp | 5:46:37  | 80        |
| Cadel Evans    | Herrarnas tempolopp | Withdrew | Withdrew  |
| Matthew Goss   | Herrarnas linjelopp | 5:46:37  | 85        |
| Simon Gerrans  | Herrarnas linjelopp | 5:46:37  | 83        |
| Stuart O'Grady | Herrarnas linjelopp | 5:46:05  | 6         |
| Michael Rogers | Herrarnas linjelopp | 5:46:37  | 91        |
| Michael Rogers | Herrarnas tempolopp | 52:51,39 | 6         |

Damer
| Cyklist       | Gren               | Tid      | Placering |
| ------------- | ------------------ | -------- | --------- |
| Shara Gillow  | Damernas linjelopp | 3:37:22  | 39        |
| Shara Gillow  | Damernas tempolopp | 40:25,03 | 13        |
| Chloe Hosking | Damernas linjelopp | OTL      | OTL       |
| Amanda Spratt | Damernas linjelopp | OTL      | OTL       |

### Bana
Lagsprint
| Cyklist                                         | Gren                | Kvalomgång                       | Kvalomgång | Runda 1                          | Runda 1   | Final                            | Final     |
| Cyklist                                         | Gren                | Motståndare Tid Hastighet (km/h) | Placering  | Motståndare Tid Hastighet (km/h) | Placering | Motståndare Tid Hastighet (km/h) | Placering |
| ----------------------------------------------- | ------------------- | -------------------------------- | ---------- | -------------------------------- | --------- | -------------------------------- | --------- |
| Matthew Glaetzer Shane Perkins Scott Sunderland | Herrarnas lagsprint | Frankrike 43,377 62,244          | 3 Q        | Kina W 43,261 62,411             | 4 Q       | Tyskland L 43,355 62,276         | 4         |
| Anna Meares Kaarle McCulloch                    | Damernas lagsprint  | Storbritannien 32,825 54,836     | 4 Q        | Nederländerna W 32,806 54,868    | 3 Q       | Ukraina W 32,727 55,000          | 3         |

Sprint
| Cyklist       | Gren             | Kvalomgång           | Kvalomgång | Runda 1                               | Runda 2                            | Kvartsfinal                      | Semifinal                        | Final                              | Final     |
| Cyklist       | Gren             | Tid Hastighet (km/h) | Placering  | Motståndare Tid Hastighet (km/h)      | Motståndare Tid Hastighet (km/h)   | Motståndare Tid Hastighet (km/h) | Motståndare Tid Hastighet (km/h) | Motståndare Tid Hastighet (km/h)   | Placering |
| ------------- | ---------------- | -------------------- | ---------- | ------------------------------------- | ---------------------------------- | -------------------------------- | -------------------------------- | ---------------------------------- | --------- |
| Shane Perkins | Herrarnas sprint | 9,987 72,093 km/h    | 3          | Mazquiaran (ESP) W 10,722 67,151 km/h | Canelón (VEN) W 10,978 65,585 km/h | Watkins (USA) W 10,520, W 10,263 | Baugé (FRA) L 10,358, L 10,268   | Phillip (TRI) W 10,489, W 10,297   | 3         |
| Anna Meares   | Damernas sprint  | 10,805 66,635 km/h   | 2          | Maeda (JPN) W 11,800 61,016 km/h      | Sullivan (CAN) W 11,566 62,251     | Shulika (UKR) W 11,465, W 11,573 | Guo S (CHN) W 11,683, W 11,284   | Pendleton (GBR) W 11,218, W 11,348 | 1         |

Förföljelse
| Cyklist                                                 | Gren                     | Kvalomgång | Kvalomgång | Första rundan        | Första rundan | Final                   | Final     |
| Cyklist                                                 | Gren                     | Tid        | Placering  | Motståndare Resultat | Placering     | Motståndare Resultat    | Placering |
| ------------------------------------------------------- | ------------------------ | ---------- | ---------- | -------------------- | ------------- | ----------------------- | --------- |
| Jack Bobridge Rohan Dennis Michael Hepburn Glenn O'Shea | Herrarnas lagförföljelse | 3:55,694   | 2 Q        | Nya Zeeland 3:54,317 | 2 Q           | Storbritannien 3:54,581 | 2         |
| Amy Cure Annette Edmondson Melissa Hoskins Josie Tomic  | Damernas lagförföljelse  | 3:19,719   | 3 Q        | USA 3:16,935         | 3 Q           | Kanada 3:18,096         | 4         |

Keirin
| Cyklist       | Gren             | Omgång 1  | Återkval  | Omgång 2  | Final     |
| Cyklist       | Gren             | Placering | Placering | Placering | Placering |
| ------------- | ---------------- | --------- | --------- | --------- | --------- |
| Shane Perkins | Herrarnas keirin | 5 R       | 3 Q       | 3 Q       | 5         |
| Anna Meares   | Damernas keirin  | 2 Q       | i.u.      | 1 Q       | 5         |

Omnium
| Cyklist           | Gren             | Flygande varv | Flygande varv | Poänglopp | Poänglopp | Elimineringslopp | Förföljelse | Förföljelse | Scratch   | Tidskval | Tidskval  | Total poäng | Placering |
| Cyklist           | Gren             | Tid           | Placering     | Poäng     | Placering | Placering        | Tid         | Placering   | Placering | Tid      | Placering | Total poäng | Placering |
| ----------------- | ---------------- | ------------- | ------------- | --------- | --------- | ---------------- | ----------- | ----------- | --------- | -------- | --------- | ----------- | --------- |
| Glenn O'Shea      | Herrarnas ominum | 13,22         | 3             | 25        | 8         | 3                | 4:24,811    | 3           | 14        | 1:02,513 | 3         | 34          | 5         |
| Annette Edmondson | Damernas ominum  | 14,261        | 3             | 10        | 11        | 3                | 3:35,958    | 4           | 1         | 35,140   | 2         | 24          | 3         |

### Mountainbike
| Cyklist           | Gren                   | Tid     | Placering |
| ----------------- | ---------------------- | ------- | --------- |
| Daniel McConnell  | Herrarnas mountainbike | 1:33:22 | 21        |
| Rebecca Henderson | Damernas mountainbike  | 1:41:35 | 25        |

### BMX
| Cyklist           | Gren          | Seedning | Seedning  | Kvartsfinal | Kvartsfinal | Semifinal        | Semifinal        | Final            | Final            |
| Cyklist           | Gren          | Resultat | Placering | Poäng       | Placering   | Poäng            | Placering        | Resultat         | Placering        |
| ----------------- | ------------- | -------- | --------- | ----------- | ----------- | ---------------- | ---------------- | ---------------- | ---------------- |
| Brian Kirkham     | Herrarnas BMX | 39,610   | 22        | 25          | 7           | Gick inte vidare | Gick inte vidare | Gick inte vidare | Gick inte vidare |
| Sam Willoughby    | Herrarnas BMX | 38,496   | 6         | 16          | 3 q         | 5                | 1 Q              | 37,929           | 2                |
| Khalen Young      | Herrarnas BMX | 39,304   | 17        | 19          | 4 q         | 25               | 8                | Gick inte vidare | Gick inte vidare |
| Caroline Buchanan | Damernas BMX  | 38,434   | 1         | i.u.        | i.u.        | 4                | 1 Q              | 38,903           | 5                |
| Lauren Reynolds   | Damernas BMX  | 40,045   | 9         | i.u.        | i.u.        | 19               | 8                | Gick inte vidare | Gick inte vidare |

## Friidrott

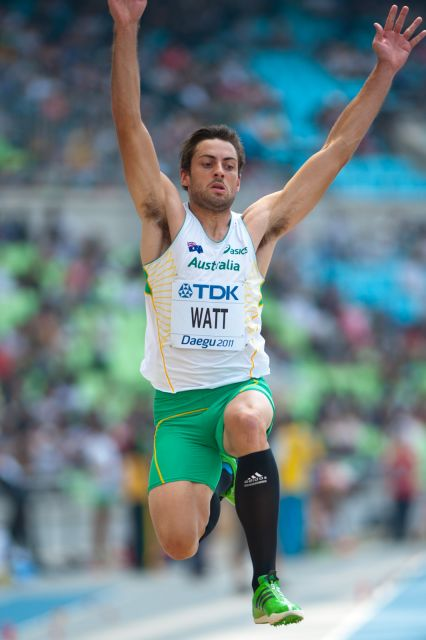
Mitchell Watt tog silver herrarnas längdhopp.

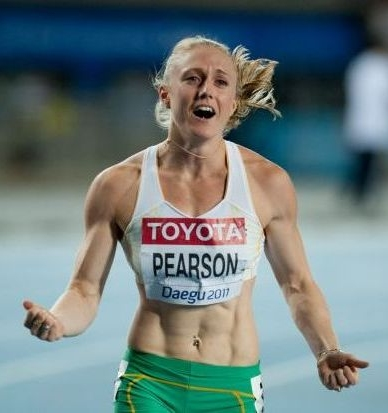
Sally Pearson tog Australiens enda friidrottsguld 2012 då hon vann 100 meter häck på nytt olympiskt rekord.

- Huvudartikel: Friidrott vid olympiska sommarspelen 2012

Förkortningar
- Notera – Placeringar gäller endast den tävlandes eget heat
- Q = Kvalificerade sig till nästa omgång via placering
- q = Kvalificerade sig på tid eller, i fältgrenarna, på placering utan att ha nått kvalgränsen
- NR = Nationellt rekord
- N/A = Omgången inte möjlig i grenen
- Bye = Idrottaren behövde inte delta i omgången

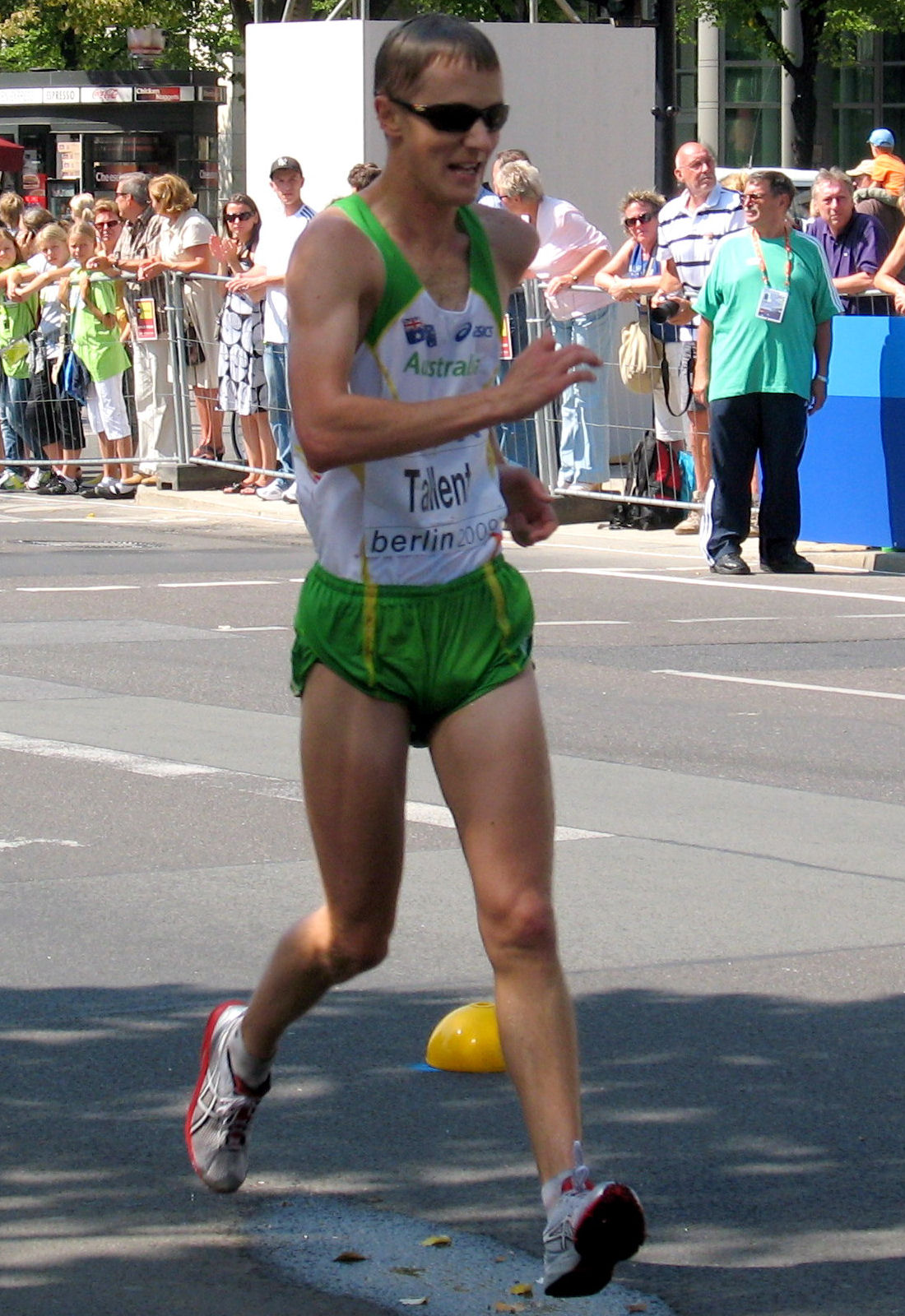
Jared Tallent tog silver i 50 kilometer gång för herrar i friidrott vid olympiska sommarspelen 2012.

Herrar
Bana och väg
| Idrottare                                                 | Gren               | Heat     | Heat      | Semifinal        | Semifinal        | Final            | Final            |
| Idrottare                                                 | Gren               | Resultat | Placering | Resultat         | Placering        | Resultat         | Placering        |
| --------------------------------------------------------- | ------------------ | -------- | --------- | ---------------- | ---------------- | ---------------- | ---------------- |
| Youcef Abdi                                               | 3 000 meter hinder | 8:29,81  | 6         | i.u.             | i.u.             | Gick inte vidare | Gick inte vidare |
| Luke Adams                                                | 50 km gång         | i.u.     | i.u.      | i.u.             | i.u.             | 3:53:41          | 26               |
| Collis Birmingham                                         | 5 000 meter        | 13:50,39 | 17        | i.u.             | i.u.             | Gick inte vidare | Gick inte vidare |
| Brendan Cole                                              | 400 meter häck     | 49,24    | 2 Q       | 49,55            | 5                | Gick inte vidare | Gick inte vidare |
| Nathan Deakes                                             | 50 km gång         | i.u.     | i.u.      | i.u.             | i.u.             | 3:48:45          | 22               |
| Martin Dent                                               | Maraton            | i.u.     | i.u.      | i.u.             | i.u.             | 2:14:10          | 28               |
| Chris Erickson                                            | 20 km gång         | i.u.     | i.u.      | i.u.             | i.u.             | 1:24:19          | 38               |
| Ryan Gregson                                              | 1 500 meter        | 3:38,54  | 9 q       | 3:51,86          | 12               | Gick inte vidare | Gick inte vidare |
| Jeffrey Hunt                                              | Maraton            | i.u.     | i.u.      | i.u.             | i.u.             | 2:22:59          | 63               |
| David McNeill                                             | 5 000 meter        | 13:45,88 | 13        | i.u.             | i.u.             | Gick inte vidare | Gick inte vidare |
| Craig Mottram                                             | 5 000 meter        | 13:40,24 | 16        | i.u.             | i.u.             | Gick inte vidare | Gick inte vidare |
| Jeff Riseley                                              | 800 meter          | 1:46,99  | 5         | Gick inte vidare | Gick inte vidare | Gick inte vidare | Gick inte vidare |
| Adam Rutter                                               | 20 km gång         | i.u.     | i.u.      | i.u.             | i.u.             | DNF              | DNF              |
| Michael Shelley                                           | Maraton            | i.u.     | i.u.      | i.u.             | i.u.             | 2:14:10          | 16               |
| Steven Solomon                                            | 400 meter          | 45,18    | 1 Q       | 44,97            | 3 q              | 45,14            | 8                |
| Ben St. Lawrence                                          | 10 000 meter       | i.u.     | i.u.      | i.u.             | i.u.             | 28:32,67         | 20               |
| Jared Tallent                                             | 20 km gång         | i.u.     | i.u.      | i.u.             | i.u.             | 1:20:02          | 7                |
| Jared Tallent                                             | 50 km gång         | i.u.     | i.u.      | i.u.             | i.u.             | 3:36:53          | 2                |
| Tristan Thomas                                            | 400 meter häck     | 49,13    | 4 q       | 50,55            | 7                | Gick inte vidare | Gick inte vidare |
| Anthony Alozie Andrew McCabe Isaac Ntiamoah Josh Ross     | 4 x 100 meter      | 38,17    | 5 q       | i.u.             | i.u.             | 38,43            | 7                |
| Brendan Cole Ben Offereins Steven Solomon John Steffensen | 4 x 400 meter      | 3:03,17  | 5         | i.u.             | i.u.             | Gick inte vidare | Gick inte vidare |

Fältgrenar
| Idrottare        | Gren           | Kval  | Kval      | Final            | Final            |
| Idrottare        | Gren           | Längd | Placering | Längd            | Placering        |
| ---------------- | -------------- | ----- | --------- | ---------------- | ---------------- |
| Jarrod Bannister | Spjutkastning  | 77,38 | 13        | Gick inte vidare | Gick inte vidare |
| Henry Frayne     | Längdhopp      | 7,95  | 11 Q      | 7,85             | 9                |
| Henry Frayne     | Tresteg        | 16,40 | 17        | Gick inte vidare | Gick inte vidare |
| Benn Harradine   | Diskuskastning | 64,00 | 9 q       | 63,59            | 9                |
| Steve Hooker     | Stavhopp       | 5,50  | =9 q      | NM               | —                |
| Scott Martin     | Diskuskastning | 62,14 | 19        | Gick inte vidare | Gick inte vidare |
| Dale Stevenson   | Kulstötning    | 19,17 | 26        | Gick inte vidare | Gick inte vidare |
| Mitchell Watt    | Längdhopp      | 7,99  | 9 Q       | 8,16             | 2                |
| Julian Wruck     | Diskuskastning | 60,08 | 28        | Gick inte vidare | Gick inte vidare |

Damer
Bana och väg
| Idrottare        | Event              | Heat     | Heat      | Kvartsfinal | Kvartsfinal | Semifinal        | Semifinal        | Final            | Final            |
| Idrottare        | Event              | Resultat | Placering | Resultat    | Placering   | Resultat         | Placering        | Resultat         | Placering        |
| ---------------- | ------------------ | -------- | --------- | ----------- | ----------- | ---------------- | ---------------- | ---------------- | ---------------- |
| Lauren Boden     | 400 meter häck     | 56,27    | 5 q       | i.u.        | i.u.        | 56,66            | 8                | Gick inte vidare | Gick inte vidare |
| Melissa Breen    | 100 meter häck     | Bye      | Bye       | 11,34       | 6           | Gick inte vidare | Gick inte vidare | Gick inte vidare | Gick inte vidare |
| Zoe Buckman      | 1 500 meter        | 4:07,83  | 8 q       | i.u.        | i.u.        | 4:05,03          | 10               | Gick inte vidare | Gick inte vidare |
| Genevieve LaCaze | 3 000 meter hinder | 9:37,90  | 9         | i.u.        | i.u.        | i.u.             | i.u.             | Gick inte vidare | Gick inte vidare |
| Regan Lamble     | 20 km gång         | i.u.     | i.u.      | i.u.        | i.u.        | i.u.             | i.u.             | 1:30:08          | 17               |
| Beki Lee         | 20 km gång         | i.u.     | i.u.      | i.u.        | i.u.        | i.u.             | i.u.             | 1:32:14          | 28               |
| Kaila McKnight   | 1 500 meter        | 4:13,80  | 5 Q       | i.u.        | i.u.        | 4:08,44          | 12               | Gick inte vidare | Gick inte vidare |
| Sally Pearson    | 100 meter häck     | 12,57    | 1 Q       | i.u.        | i.u.        | 12,39            | 1 Q              | 12,35 0OR0       | 1                |
| Claire Tallent   | 20 km gång         | i.u.     | i.u.      | i.u.        | i.u.        | i.u.             | i.u.             | DSQ              | DSQ              |
| Jessica Trengove | Maraton            | i.u.     | i.u.      | i.u.        | i.u.        | i.u.             | i.u.             | 2:31:17          | 39               |
| Lisa Weightman   | Maraton            | i.u.     | i.u.      | i.u.        | i.u.        | i.u.             | i.u.             | 2:27:32          | 17               |
| Eloise Wellings  | 10 000 meter       | i.u.     | i.u.      | i.u.        | i.u.        | i.u.             | i.u.             | 32:25,43         | 21               |
| Benita Willis    | Maraton            | i.u.     | i.u.      | i.u.        | i.u.        | i.u.             | i.u.             | 2:49:38          | 100              |

Fältgrenar
| Idrottare        | Gren           | Kval  | Kval      | Final            | Final            |
| Idrottare        | Gren           | Längd | Placering | Längd            | Placering        |
| ---------------- | -------------- | ----- | --------- | ---------------- | ---------------- |
| Alana Boyd       | Stavhopp       | 4,55  | 11 Q      | 4,30             | 11               |
| Kim Mickle       | Spjutkastning  | 59,23 | 17        | Gick inte vidare | Gick inte vidare |
| Kathryn Mitchell | Spjutkastning  | 60,11 | 12 q      | 59,46            | 9                |
| Liz Parnov       | Spjutkastning  | NM    | —         | Gick inte vidare | Gick inte vidare |
| Dani Samuels     | Diskuskastning | 63,97 | 7 Q       | 60,40            | 12               |

## Gymnastik
- Huvudartikel: Gymnastik vid olympiska sommarspelen 2012

### Artistisk
Herrar
| Idrottare       | Gren     | Kval    | Kval    | Kval    | Kval    | Kval    | Kval    | Kval   | Kval      | Final   | Final   | Final   | Final   | Final   | Final   | Final  | Final     |
| Idrottare       | Gren     | Redskap | Redskap | Redskap | Redskap | Redskap | Redskap | Totalt | Placering | Redskap | Redskap | Redskap | Redskap | Redskap | Redskap | Totalt | Placering |
| Idrottare       | Gren     | F       | PH      | R       | V       | PB      | HB      | Totalt | Placering | F       | PH      | R       | V       | PB      | HB      | Totalt | Placering |
| --------------- | -------- | ------- | ------- | ------- | ------- | ------- | ------- | ------ | --------- | ------- | ------- | ------- | ------- | ------- | ------- | ------ | --------- |
| Joshua Jefferis | Mångkamp | 13,800  | 13,433  | 14,533  | 15,500  | 14,566  | 13,766  | 85,598 | 27 Q      | 14,066  | 13,533  | 14,800  | 15,433  | 14,900  | 14,133  | 86,865 | 19        |

Damer
Lag
| Idrottare        | Gren          | Kval     | Kval    | Kval    | Kval    | Kval    | Kval      | Final            | Final            | Final            | Final            | Final            | Final            |
| Idrottare        | Gren          | Redskap  | Redskap | Redskap | Redskap | Totalt  | Placering | Redskap          | Redskap          | Redskap          | Redskap          | Totalt           | Placering        |
| Idrottare        | Gren          | F        | V       | UB      | BB      | Totalt  | Placering | F                | V                | UB               | BB               | Totalt           | Placering        |
| ---------------- | ------------- | -------- | ------- | ------- | ------- | ------- | --------- | ---------------- | ---------------- | ---------------- | ---------------- | ---------------- | ---------------- |
| Georgia Bonora   | Mångkamp, lag | i.u.     | 13,800  | 13,100  | 13,066  | i.u.    | i.u.      | Gick inte vidare | Gick inte vidare | Gick inte vidare | Gick inte vidare | Gick inte vidare | Gick inte vidare |
| Ashleigh Brennan | Mångkamp, lag | 14,200   | 13,700  | 13,266  | 13,066  | 54,232  | 28 Q      | Gick inte vidare | Gick inte vidare | Gick inte vidare | Gick inte vidare | Gick inte vidare | Gick inte vidare |
| Emily Little     | Mångkamp, lag | 12,666   | 14,766  | 13,433  | 13,633  | 54,498  | 24 Q      | Gick inte vidare | Gick inte vidare | Gick inte vidare | Gick inte vidare | Gick inte vidare | Gick inte vidare |
| Larrissa Miller  | Mångkamp, lag | 13,466   | i.u.    | 14,025  | i.u.    | i.u.    | i.u.      | Gick inte vidare | Gick inte vidare | Gick inte vidare | Gick inte vidare | Gick inte vidare | Gick inte vidare |
| Lauren Mitchell  | Mångkamp, lag | 14,833 Q | 13,933  | i.u.    | 14,300  | i.u.    | i.u.      | Gick inte vidare | Gick inte vidare | Gick inte vidare | Gick inte vidare | Gick inte vidare | Gick inte vidare |
| Totalt           | Mångkamp, lag | 42,999   | 42,099  | 40,724  | 40,999  | 166,721 | 10        | Gick inte vidare | Gick inte vidare | Gick inte vidare | Gick inte vidare | Gick inte vidare | Gick inte vidare |

Individuella finaler
| Gymnast          | Gren       | Redskap | Redskap | Redskap | Redskap | Totalt | Placering |
| Gymnast          | Gren       | F       | V       | UB      | BB      | Totalt | Placering |
| ---------------- | ---------- | ------- | ------- | ------- | ------- | ------ | --------- |
| Ashleigh Brennan | Mångkamp   | 13,233  | 13,533  | 14,400  | 14,166  | 55,332 | 20        |
| Emily Little     | Mångkamp   | 14,866  | 13,933  | 13,666  | 13,300  | 55,765 | 15        |
| Lauren Mitchell  | Fristående | 14,833  | i.u.    | i.u.    | i.u.    | 14,833 | 5         |

### Rytmisk
| Idrottare     | Gren         | Kval   | Kval     | Kval   | Kval   | Kval   | Kval      | Final            | Final            | Final            | Final            | Final            | Final            |
| Idrottare     | Gren         | Boll   | Tunnband | Käglor | Band   | Totalt | Placering | Boll             | Tunnband         | Käglor           | Band             | Totalt           | Placering        |
| ------------- | ------------ | ------ | -------- | ------ | ------ | ------ | --------- | ---------------- | ---------------- | ---------------- | ---------------- | ---------------- | ---------------- |
| Janine Murray | Individuellt | 23,100 | 24,350   | 23,875 | 25,000 | 96,325 | 22        | Gick inte vidare | Gick inte vidare | Gick inte vidare | Gick inte vidare | Gick inte vidare | Gick inte vidare |

### Trampolin
| Idrottare    | Gren      | Kval   | Kval      | Final            | Final            |
| Idrottare    | Gren      | Poäng  | Placering | Poäng            | Placering        |
| ------------ | --------- | ------ | --------- | ---------------- | ---------------- |
| Blake Gaudry | Herrarnas | 84,255 | 13        | Gick inte vidare | Gick inte vidare |

## Judo
Herrar
| Idrottare        | Gren                              | 32-delsfinal               | Sextondelsfinal               | Åttondelsfinal                 | Kvartsfinal                | Semifinal            | Återkval                  | Bronsmatch           | Final                | Final            |
| Idrottare        | Gren                              | Motståndare Resultat       | Motståndare Resultat          | Motståndare Resultat           | Motståndare Resultat       | Motståndare Resultat | Motståndare Resultat      | Motståndare Resultat | Motståndare Resultat | Placering        |
| ---------------- | --------------------------------- | -------------------------- | ----------------------------- | ------------------------------ | -------------------------- | -------------------- | ------------------------- | -------------------- | -------------------- | ---------------- |
| Arnie Dickens    | Herrarnas extra lättvikt (-60 kg) | Shukvani (GEO) L 0000–0103 | Gick inte vidare              | Gick inte vidare               | Gick inte vidare           | Gick inte vidare     | Gick inte vidare          | Gick inte vidare     | Gick inte vidare     | Gick inte vidare |
| Ivo Dos Santos   | Herrarnas halv lättvikt (-66 kg)  | BYE                        | Oates (GBR) L 0002–0002 YUS   | Gick inte vidare               | Gick inte vidare           | Gick inte vidare     | Gick inte vidare          | Gick inte vidare     | Gick inte vidare     | Gick inte vidare |
| Mark Anthony     | Herrarnas mellanvikt (90 kg)      | i.u.                       | BYE                           | Liparteliani (GEO) W 0101–0020 | González (CUB) L 0002–0010 | Gick inte vidare     | Iliadis (GRE) L 0000–1000 | Gick inte vidare     | Gick inte vidare     | 7                |
| Daniel Kelly     | Herrarnas halv tungvikt (-100 kg) | i.u.                       | Bloshenko (UKR) L 0003–0100   | Gick inte vidare               | Gick inte vidare           | Gick inte vidare     | Gick inte vidare          | Gick inte vidare     | Gick inte vidare     | Gick inte vidare |
| Jake Andrewartha | Herrarnas tungvikt (+100 kg)      | i.u.                       | Sherrington (GBR) L 0000–0100 | Gick inte vidare               | Gick inte vidare           | Gick inte vidare     | Gick inte vidare          | Gick inte vidare     | Gick inte vidare     | Gick inte vidare |

Damer
| Idrottare   | Gren                       | Sextondelsfinal      | Åttondelsfinal          | Kvartsfinal          | Semifinal            | Återkval             | Bronsmatch           | Final                | Final            |
| Idrottare   | Gren                       | Motståndare Resultat | Motståndare Resultat    | Motståndare Resultat | Motståndare Resultat | Motståndare Resultat | Motståndare Resultat | Motståndare Resultat | Placering        |
| ----------- | -------------------------- | -------------------- | ----------------------- | -------------------- | -------------------- | -------------------- | -------------------- | -------------------- | ---------------- |
| Carli Renzi | Damernas lättvikt (-57 kg) | BYE                  | Pavia (FRA) L 0003–0151 | Gick inte vidare     | Gick inte vidare     | Gick inte vidare     | Gick inte vidare     | Gick inte vidare     | Gick inte vidare |

## Kanotsport
Slalom
| Warwick Draper            | Herrarnas K1 slalom | 95.20  | 16 | 95.08  | 16 | 95.08  | 18   | Gick inte vidare | Gick inte vidare | Gick inte vidare | Gick inte vidare |                  |                  |
| Kynan Maley               | Herrarnas C1 slalom | 96.07  | 6  | 96.68  | 9  | 96.07  | 12 Q | 105.49           | 8 Q              | 107.08           | 6                |                  |                  |
| Kynan Maley Robin Jeffery | Herrarnas C2 slalom | 113.96 | 13 | 107.47 | 7  | 107.47 | 10 Q | 162.14           | 10               | Gick inte vidare | Gick inte vidare | Gick inte vidare | Gick inte vidare |
| Jessica Fox               | Damernas K1 slalom  | 165.36 | 18 | 100.33 | 2  | 100.33 | 4 Q  | 112.63           | 8 Q              | 106.51           | 2                |                  |                  |

Sprint
| Kanotist                                                    | Gren                | Heat     | Heat      | Semifinal        | Semifinal        | Final            | Final            |
| Kanotist                                                    | Gren                | Tid      | Placering | Tid              | Placering        | Tid              | Placering        |
| ----------------------------------------------------------- | ------------------- | -------- | --------- | ---------------- | ---------------- | ---------------- | ---------------- |
| Jake Donaghey                                               | Herrarnas C1 1000 m | 4:21.928 | 4 Q       | 4:26.202         | 6 FB             | 4:22.005         | 12               |
| Sebastian Marczak                                           | Herrarnas C1 200 m  | 42.845   | 5 Q       | 43.441           | 6                | Gick inte vidare | Gick inte vidare |
| Murray Stewart                                              | Herrarnas K1 200 m  | 37.202   | 6         | Gick inte vidare | Gick inte vidare | Gick inte vidare | Gick inte vidare |
| Murray Stewart                                              | Herrarnas K1 1000 m | 3:32.768 | 6 Q       | 3:32.975         | 6 FB             | 3:40.834         | 16               |
| Jake Donaghey Alexander Haas                                | Herrarnas C2 1000 m | 3:52.589 | 6 Q       | 3:52.018         | 5 FB             | 3:50.782         | 11               |
| Stephen Bird Jesse Phillips                                 | Herrarnas K2 200 m  | 34.120   | 4 Q       | 34.071           | 4 FA             | 35.315           | 6                |
| David Smith Ken Wallace                                     | Herrarnas K2 1000 m | 3:19.073 | 2 Q       | 3:13.239         | 2 FA             | 3:11.456         | 4                |
| Jacob Clear David Smith Tate Smith Murray Stewart           | Herrarnas K4 1000 m | 2:59.789 | 3 Q       | 2:52.505         | 1 FA             | 2:55.085         | 1                |
| Alana Nicholls                                              | Damernas K1 200 m   | 42.453   | 2 Q       | 41.595           | 4 FB             | 45.819           | 16               |
| Alana Nicholls                                              | Damernas K1 500 m   | 1:53.823 | 2 Q       | 1:52.224         | 5 FB             | 1:59.033         | 16               |
| Naomi Flood Lyndsie Fogarty                                 | Damernas K2 500 m   | 1:46.554 | 4 Q       | 1:45.372         | 7 FB             | 1:47.650         | 12               |
| Jo Brigden-Jones Hannah Davis Lyndsie Fogarty Rachel Lovell | Damernas K4 500 m   | 1:41.794 | 6 Q       | 1:33.671         | 6                | Gick inte vidare | Gick inte vidare |

## Landhockey

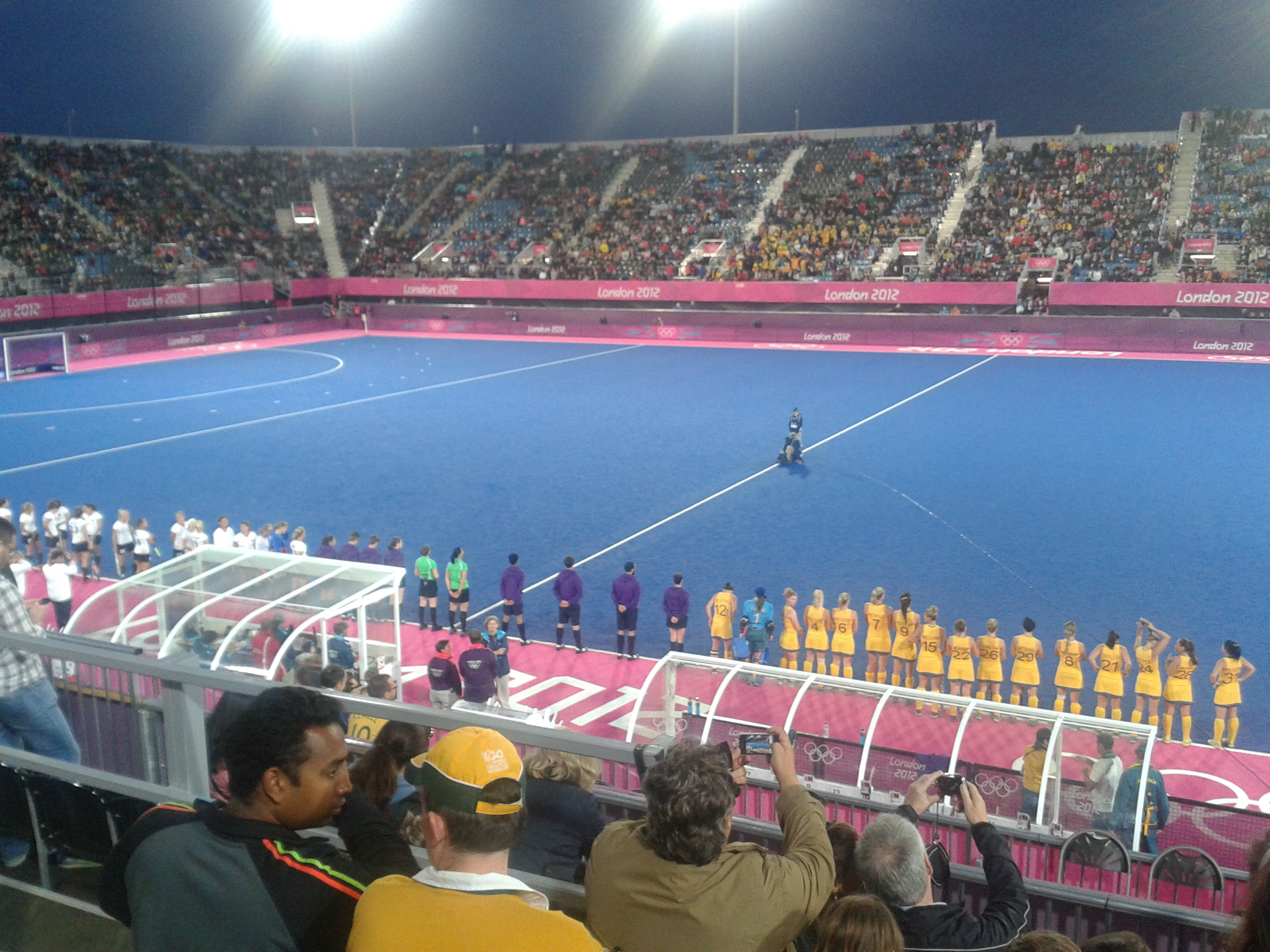
Australiens damlag (i gult) före matchen mot Tyskland

Herrar
Coach: Ric Charlesworth
| 1. Jamie Dwyer (Vice kapten) 2. Liam de Young (Vice kapten) 3. Simon Orchard 4. Glenn Turner 5. Chris Ciriello 6. Matthew Butturini 7. Mark Knowles (C) 8. Russell Ford * | 1. Eddie Ockenden 2. Joel Carroll 3. Matthew Gohdes 4. Tim Deavin 5. Matthew Swann 6. Nathan Burgers (GK) 7. Kieran Govers 8. Fergus Kavanagh |

Reserver:
- Kiel Brown
- Andrew Charter (GK)

Gruppspel
| Nr | Lag            | S | V | O | F | GM | IM | MS  | P  |
| -- | -------------- | - | - | - | - | -- | -- | --- | -- |
| 1  | Australien     | 5 | 3 | 2 | 0 | 23 | 5  | +18 | 11 |
| 2  | Storbritannien | 5 | 2 | 3 | 0 | 14 | 8  | +6  | 9  |
| 3  | Spanien        | 5 | 2 | 2 | 1 | 8  | 10 | −2  | 8  |
| 4  | Pakistan       | 5 | 2 | 1 | 2 | 9  | 16 | −7  | 7  |
| 5  | Argentina      | 5 | 1 | 1 | 3 | 10 | 14 | −4  | 4  |
| 6  | Sydafrika      | 5 | 0 | 1 | 4 | 11 | 22 | −11 | 1  |

Slutspel
|  | Semifinaler    | Semifinaler    |   |                 | Final           | Final |  |
|  |                |                |   |                 |                 |       |  |
|  | 9 augusti 2012 |                |   |                 |                 |       |  |
|  | Australien     | 2              |   |                 |                 |       |  |
|  | Tyskland       | 4              |   |                 |                 |       |  |
|  |                |                |   |                 |                 |       |  |
|  |                |                |   |                 | 11 augusti 2012 |       |  |
|  |                |                |   |                 | Tyskland        | 2     |  |
|  |                | Nederländerna  | 1 |                 |                 |       |  |
|  |                |                |   |                 |                 |       |  |
|  |                |                |   |                 |                 |       |  |
|  |                |                |   |                 | Bronsmatch      |       |  |
|  | 9 augusti 2012 | 9 augusti 2012 |   | 11 augusti 2012 | 11 augusti 2012 |       |  |
|  | Nederländerna  | 9              |   | Australien      | 3               |       |  |
|  | Storbritannien | 2              |   |                 | Storbritannien  | 1     |  |

Damer
Coach: Adam Commens
| 1. Toni Cronk (GK) 2. Georgia Nanscawen 3. Casey Eastham 4. Megan Rivers 5. Jodie Schulz 6. Ashleigh Nelson 7. Anna Flanagan 8. Madonna Blyth (C) | 1. Kobie McGurk 2. Jayde Taylor 3. Kate Jenner 4. Fiona Boyce 5. Emily Smith 6. Hope Munro 7. Teneal Attard 8. Jade Close |  |

Reserver:
- Emily Hurtz
- Ashlee Wells (GK)

Gruppspel
| Nr | Lag         | S | V | O | F | GM | IM | MS | P  |
| -- | ----------- | - | - | - | - | -- | -- | -- | -- |
| 1  | Argentina   | 5 | 3 | 1 | 1 | 12 | 4  | +8 | 10 |
| 2  | Nya Zeeland | 5 | 3 | 1 | 1 | 9  | 5  | +4 | 10 |
| 3  | Australien  | 5 | 3 | 1 | 1 | 5  | 2  | +3 | 10 |
| 4  | Tyskland    | 5 | 2 | 1 | 2 | 6  | 7  | −1 | 7  |
| 5  | Sydafrika   | 5 | 1 | 0 | 4 | 9  | 14 | −5 | 3  |
| 6  | USA         | 5 | 1 | 0 | 4 | 4  | 13 | −9 | 3  |

## Modern femkamp
| Idrottare      | Gren   | Fäktning (värja) | Fäktning (värja) | Fäktning (värja) | Simning (200 m frisim) | Simning (200 m frisim) | Simning (200 m frisim) | Ridsport (hästhoppning) | Ridsport (hästhoppning) | Ridsport (hästhoppning) | Kombinerat: skytte/löpning (10 m luftpistol)/(3000 m) | Kombinerat: skytte/löpning (10 m luftpistol)/(3000 m) | Kombinerat: skytte/löpning (10 m luftpistol)/(3000 m) | Totalpoäng | Slutpoäng |
| Idrottare      | Gren   | Resultat         | Placering        | MF-poäng         | Tid                    | Placering              | MF-poäng               | Straff                  | Placering               | MF-poäng                | Tid                                                   | Placering                                             | MF-poäng                                              | Totalpoäng | Slutpoäng |
| -------------- | ------ | ---------------- | ---------------- | ---------------- | ---------------------- | ---------------------- | ---------------------- | ----------------------- | ----------------------- | ----------------------- | ----------------------------------------------------- | ----------------------------------------------------- | ----------------------------------------------------- | ---------- | --------- |
| Edward Fernon  | Herrar | 14–21            | =29              | 736              | 2:13,10                | 33                     | 1204                   | 68                      | 17                      | 1132                    | 10:48,19                                              | 14                                                    | 2408                                                  | 5480       | 27        |
| Chloe Esposito | Damer  | 14–21            | =28              | 736              | 2:12,28                | 5                      | 1216                   | 44                      | 8                       | 1156                    | 11:55,40                                              | 5                                                     | 2140                                                  | 5248       | 7         |

## Ridsport

### Dressyr
| Ryttare       | Häst       | Grand Prix | Grand Prix | Grand Prix Special | Grand Prix Special | Grand Prix Freestyle | Grand Prix Freestyle | Placering |
| Ryttare       | Häst       | Poäng      | Placering  | Poäng              | Placering          | Poäng                | Placering            | Placering |
| ------------- | ---------- | ---------- | ---------- | ------------------ | ------------------ | -------------------- | -------------------- | --------- |
| Lyndal Oatley | Sandro Boy | 69,377     | 37         | Ej kvalificerad    | Ej kvalificerad    | Ej kvalificerad      | Ej kvalificerad      | 37        |
| Kristy Oatley | Clive      | 68,222     | 42         | Ej kvalificerad    | Ej kvalificerad    | Ej kvalificerad      | Ej kvalificerad      | 42        |
| Mary Hanna    | Sancette   | 67,964     | 43         | Ej kvalificerad    | Ej kvalificerad    | Ej kvalificerad      | Ej kvalificerad      | 43        |

| Ryttare                                | Häst     | Grand Prix | Grand Prix | Grand Prix Special | Grand Prix Special | Placering |
| Ryttare                                | Häst     | Poäng      | Placering  | Poäng              | Total poäng        | Placering |
| -------------------------------------- | -------- | ---------- | ---------- | ------------------ | ------------------ | --------- |
| Kristy Oatley Lyndal Oatley Mary Hanna | som ovan | 68,521     | 9          | Ej kvalificerad    | Ej kvalificerad    | 9         |

### Fälttävlan
| Tävlande                                                                          | Häst          | Gren        | Dressyr | Dressyr   | Terrängbana | Terrängbana | Hoppning  | Hoppning  | Hoppning        | Hoppning        | Totalt | Totalt    |
| Tävlande                                                                          | Häst          | Gren        | Dressyr | Dressyr   | Terrängbana | Terrängbana | Kval      | Kval      | Final           | Final           | Totalt | Totalt    |
| Tävlande                                                                          | Häst          | Gren        | Straff  | Placering | Straff      | Placering   | Straff    | Placering | Straff          | Placering       | Straff | Placering |
| --------------------------------------------------------------------------------- | ------------- | ----------- | ------- | --------- | ----------- | ----------- | --------- | --------- | --------------- | --------------- | ------ | --------- |
| Andrew Hoy                                                                        | Rutherglen    | Individuell | 41,7    | 13        | 7,6         | 15          | 8         | 19        | 0               | 13              | 57,3   | 13        |
| Christopher Burton                                                                | HP Leilani    | Individuell | 46,1    | 24        | 0           | 10          | 4         | 9         | 12              | 16              | 62,1   | 16        |
| Lucinda Fredericks                                                                | Flying Finish | Individuell | 40      | 7         | 38          | 43          | 1         | 35        | ej kvalificerad | ej kvalificerad | 79     | 35        |
| Clayton Fredericks                                                                | Bendigo       | Individuell | 40,4    | 10        | Utesluten   | Utesluten   | Utesluten | Utesluten | Utesluten       | Utesluten       |        | —         |
| Sam Griffiths                                                                     | Happy Times   | Individuell | 45,4    | 23        | Utesluten   | Utesluten   | Utesluten | Utesluten | Utesluten       | Utesluten       |        | —         |
| Andrew Hoy Christopher Burton Lucinda Fredericks Clayton Fredericks Sam Griffiths | som ovan      | Lag         | 122,1   | 2         | 173,4       | 6           | 186,4     | 6         | i.u.            | i.u.            | 186,4  | 6         |

### Hoppning
| Tävlande                | Häst            | Kvalifikation | Kvalifikation | Kvalifikation | Kvalifikation | Kvalifikation | Kvalifikation | Kvalifikation | Kvalifikation | Final           | Final           | Final           | Final           | Final           | Total     |
| Tävlande                | Häst            | Runda 1       | Runda 1       | Runda 2       | Runda 2       | Runda 2       | Runda 3       | Runda 3       | Runda 3       | Runda A         | Runda A         | Runda B         | Runda B         | Runda B         | Total     |
| Tävlande                | Häst            | Straff        | Placering     | Straff        | Total         | Placering     | Straff        | Total         | Placering     | Straff          | Placering       | Straff          | Totalt          | Placering       | Placering |
| ----------------------- | --------------- | ------------- | ------------- | ------------- | ------------- | ------------- | ------------- | ------------- | ------------- | --------------- | --------------- | --------------- | --------------- | --------------- | --------- |
| Julia Hargreaves        | Vedor           | 0             | 1             | 8             | 8             | 31            | 5             | 13            | 31            | 17              | 35              | Ej kvalificerad | Ej kvalificerad | Ej kvalificerad | 35        |
| Edwina Tops-Alexander   | Itot du Chateau | 0             | 1             | 0             | 0             | 1             | 4             | 4             | 4             | 4               | 11              | 9               | 13              | 20              | 20        |
| James Paterson-Robinson | Lanosso         | 4             | 42            | 4             | 8             | 31            | 13            | 21            | 39            | Ej kvalificerad | Ej kvalificerad | Ej kvalificerad | Ej kvalificerad | Ej kvalificerad | 39        |
| Matt Williams           | Watch Me        | Utesluten     | Utesluten     | Utesluten     | Utesluten     | Utesluten     | Utesluten     | Utesluten     | Utesluten     | Utesluten       | Utesluten       | Utesluten       | Utesluten       | Utesluten       | 72        |

| Tävlande                                                                     | Häst     | Runda 1 | Runda 1   | Runda 2         | Runda 2         | Placering |
| Tävlande                                                                     | Häst     | Straff  | Placering | Straff          | Placering       | Placering |
| ---------------------------------------------------------------------------- | -------- | ------- | --------- | --------------- | --------------- | --------- |
| Julia Hargreaves Edwina Tops-Alexander James Paterson-Robinson Matt Williams | som ovan | 12      | 10        | Ej kvalificerad | Ej kvalificerad | 10        |

## Rodd
Herrar
| Idrottare | Gren                        | Heat       | Heat      | Återkval | Återkval  | Semifinal | Semifinal | Final   | Final     | Final |
| Idrottare | Gren                        | Tid        | Placering | Tid      | Placering | Tid       | Placering | Tid     | Placering |       |
| --- | --------------------------- | ---------- | --------- | -------- | --------- | --------- | --------- | ------- | --------- | ----- |
| Brodie Buckland James Marburg                                                                                               | Tvåa utan styrman           | 6:24,83    | 2 SA/B    | BYE      | BYE       | 7.02,12   | 3 FA      | 7:02,12 | 5         |       |
| Scott Brennan David Crawshay                                                                                                | Dubbelsculler               | 6:21,25    | 4 R       | 6:25,36  | 1 SA/B    | 6:23,47   | 5 FB      | 6:22,19 | 8         |       |
| Rod Chisholm Tom Gibson | Lättvikts-dubbelsculler     | 6:47,33    | 3 R       | 6:34,29  | 3 SC/D    | 7:06,24   | 1 FC      | 6:44,40 | 13        |       |
| James Chapman Josh Dunkley-Smith Drew Ginn William Lockwood                                                                 | Fyra utan styrman           | 5:47,06 OR | 1 SA/B    | BYE      | BYE       | 5:59,23   | 2 FA      | 6:05,19 | 2         |       |
| Karsten Forsterling James McRae Chris Morgan Daniel Noonan                                                                  | Scullerfyra                 | 5:41,56    | 3 SA/B    | BYE      | BYE       | 6:05,45   | 2 FA      | 5:45,22 | 3         |       |
| Samuel Beltz Ben Cureton Anthony Edwards Todd Skipworth                                                                     | Lättvikts-fyra utan styrman | 5:55,18    | 2 SA/B    | BYE      | BYE       | 6:05,31   | 3 FA      | 6:04,05 | 4         |       |
| Josh Booth Bryn Coudraye Francis Hegerty Tobias Lister Samuel Loch Cameron McKenzie-McHarg Nick Purnell Matt Ryan Tom Swann | Åtta med styrman            | 5:32,43    | 2 R       | 5:28,67  | 4 FA      | i.u.      | i.u.      | 5:51,87 | 6         |       |

Damer
| Idrottare | Gren                    | Heat    | Heat      | Återkval | Återkval  | Kvartsfinal | Kvartsfinal | Semifinal | Semifinal | Final   | Final     | Final |
| Idrottare | Gren                    | Tid     | Placering | Tid      | Placering | Tid         | Placering   | Tid       | Placering | Tid     | Placering |       |
| --- | ----------------------- | ------- | --------- | -------- | --------- | ----------- | ----------- | --------- | --------- | ------- | --------- | ----- |
| Kim Crow | Singelsculler           | 7:41,18 | 1 QF      | BYE      | BYE       | 7:34,29     | 1 SA/B      | 7:44,69   | 2 FA      | 7:58,04 | 3         |       |
| Kate Hornsey Sarah Tait | Singelsculler           | 7:01,60 | 1 FA      | BYE      | BYE       | i.u.        | i.u.        | i.u.      | i.u.      | 7:29,86 | 2         |       |
| Kim Crow Brooke Pratley | Dubbelsculler           | 6:48,80 | 1 FA      | BYE      | BYE       | i.u.        | i.u.        | i.u.      | i.u.      | 6:58,55 | 2         |       |
| Hannah Every-Hall Bronwen Watson | Lättvikts-dubbelsculler | 7:05,30 | 2 SA/B    | BYE      | BYE       | i.u.        | i.u.        | 7:12,35   | 3 FA      | 7:20,68 | 5         |       |
| Amy Clay Dana Faletic Pauline Frasca Kerry Hore                                                                                           | Scullerfyra             | 6:17,52 | 2 R       | 6:18,80  | 1 FA      | i.u.        | i.u.        | i.u.      | i.u.      | 6:41,67 | 4         |       |
| Renee Chatterton Sarah Cook Tess Gerrand Alexandra Hagan Sally Kehoe Elizabeth Patrick Robyn Selby Smith Phoebe Stanley Hannah Vermeersch | Åtta med styrman        | 6:20,89 | 2 R       | 6:18,63  | 3 FA      | i.u.        | i.u.        | i.u.      | i.u.      | 6:18,86 | 6         |       |

## Segling
Herrar
| Tom Slingsby                  | Laser     | 2  | 1 | 2 | 6  | 9  | 2  | 15 | 1 | 1 | 1 | i.u. | i.u. | i.u. | i.u. | i.u. | 9  | 43  | 1  |
| Brendan Casey                 | Finnjolle | 25 | 7 | 9 | 16 | 10 | 17 | 19 | 9 | 9 | 5 | i.u. | i.u. | i.u. | i.u. | i.u. | EL | 106 | 13 |
| Mathew Belcher Malcolm Page   | 470       | 3  | 9 | 2 | 1  | 1  | 1  | 3  | 5 | 1 | 1 | i.u. | i.u. | i.u. | i.u. | i.u. | 4  | 22  | 1  |
| Nathan Outteridge Iain Jensen | 49er      | 8  | 1 | 2 | 4  | 2  | 1  | 10 | 6 | 9 | 5 | 4    | 1    | 1    | 1    | 3    | 4  | 56  | 1  |

Damer
Fleet racing
| Seglare                        | Gren         | Lopp | Lopp | Lopp | Lopp   | Lopp | Lopp | Lopp | Lopp | Lopp | Lopp | Lopp | Summerad poäng | Finalplacering |
| Seglare                        | Gren         | 1    | 2    | 3    | 4      | 5    | 6    | 7    | 8    | 9    | 10   | M*   | Summerad poäng | Finalplacering |
| ------------------------------ | ------------ | ---- | ---- | ---- | ------ | ---- | ---- | ---- | ---- | ---- | ---- | ---- | -------------- | -------------- |
| Jessica Crisp                  | RS:X         | 11   | 10   | 17   | 17     | 7    | 12   | 5    | 8    | 13   | 13   | EL   | 96             | 11             |
| Krystal Weir                   | Laser radial | 18   | 18   | 10   | 23     | 7    | 35   | 7    | 12   | 4    | 22   | EL   | 121            | 12             |
| Elise Rechichi Belinda Stowell | 470          | 14   | 7    | 3    | 21 BFD | 9    | 7    | 9    | 13   | 4    | 1    | 16   | 83             | 7              |

Match racing
| Seglare                                 | Gren         | Inledande omgång | Inledande omgång | Inledande omgång | Inledande omgång | Inledande omgång | Inledande omgång | Inledande omgång | Inledande omgång | Inledande omgång | Inledande omgång | Inledande omgång | Placering | Utslagning            | Utslagning      | Utslagning      | Placering |
| Seglare                                 | Gren         | Finland          | Frankrike        | USA              | Storbritannien   | Nya Zeeland      | Ryssland         | Sverige          | Nederländerna    | Spanien          | Danmark          | Portugal         | Placering | Kvartsfinal           | Semifinal       | Final           | Placering |
| --------------------------------------- | ------------ | ---------------- | ---------------- | ---------------- | ---------------- | ---------------- | ---------------- | ---------------- | ---------------- | ---------------- | ---------------- | ---------------- | --------- | --------------------- | --------------- | --------------- | --------- |
| Nina Curtis Olivia Price Lucinda Whitty | Match racing | W                | W                | W                | W                | W                | W                | W                | W                | W                | W                | W                | 1 Q       | Nederländerna W (3–1) | Finland W (2–1) | Spanien L (2–3) | 2         |

M = Medaljlopp; EL = Eliminerad – gick inte vidare till medaljloppet

## Simhopp
Herrar
| Idrottare       | Gren | Kval   | Kval      | Semifinal        | Semifinal        | Final            | Final            |
| Idrottare       | Gren | Poäng  | Placering | Poäng            | Placering        | Poäng            | Placering        |
| --------------- | ---- | ------ | --------- | ---------------- | ---------------- | ---------------- | ---------------- |
| Ethan Warren    | 3 m  | 441.5  | 15 Q      | 456.85           | 11 Q             | 488.95           | 7                |
| James Connor    | 10 m | 427.45 | 20        | Gick inte vidare | Gick inte vidare | Gick inte vidare | Gick inte vidare |
| Matthew Mitcham | 10 m | 457.20 | 9 Q       | 482.40           | 13               | Gick inte vidare | Gick inte vidare |

Damer
| Idrottare                        | Gren             | Kval   | Kval      | Semifinal | Semifinal | Final  | Final     |
| Idrottare                        | Gren             | Poäng  | Placering | Poäng     | Placering | Poäng  | Placering |
| -------------------------------- | ---------------- | ------ | --------- | --------- | --------- | ------ | --------- |
| Jaele Patrick                    | 3 m              | 289,65 | 18 Q      | 315,60    | 11 Q      | 309,40 | 11        |
| Sharleen Stratton                | 3 m              | 342,70 | 5 Q       | 327,60    | 9 Q       | 345,65 | 5         |
| Brittany Broben                  | 10 m             | 339,80 | 4 Q       | 359,55    | 3 Q       | 366,50 | 2         |
| Melissa Wu                       | 10 m             | 337,90 | 5 Q       | 355,60    | 4 Q       | 358,10 | 4         |
| Anabelle Smith Sharleen Stratton | 3 m parhoppning  | i.u.   | i.u.      | i.u.      | i.u.      | 304,95 | 5         |
| Rachel Bugg Loudy Wiggins        | 10 m parhoppning | i.u.   | i.u.      | i.u.      | i.u.      | 323,55 | 4         |

## Taekwondo
| Idrottare     | Gren             | Åttondelsfinaler             | Kvartsfinaler         | Semifinaer           | Återkval             | Bronsmatch            | Final                | Final     |
| Idrottare     | Gren             | Motståndare Resultat         | Motståndare Resultat  | Motståndare Resultat | Motståndare Resultat | Motståndare Resultat  | Motståndare Resultat | Placering |
| ------------- | ---------------- | ---------------------------- | --------------------- | -------------------- | -------------------- | --------------------- | -------------------- | --------- |
| Safwan Khalil | Herrarnas −58 kg | García (MEX) W 9–4           | González (ESP) L 3–5  | Gick inte vidare     | Sanli (SWE) W 4–1    | Denisenko (RUS) L 1–3 | Gick inte vidare     | 5         |
| Carmen Marton | Damernas −67 kg  | Hajipourgoli (IRI) W 5–4 SDP | Johansson (SWE) W 6–3 | Tatar (TUR) L 0–6    | Bye                  | Fromm (GER) L 2–8     | Gick inte vidare     | 5         |

## Tennis
Herrar
| Spelare        | Gren       | Omgång 1                             | Omgång 2               | Åttondelsfinaler               | Kvartsfinaler     | Semifinaler       | Final / BM        | Final / BM       |
| Spelare        | Gren       | Motståndare Poäng                    | Motståndare Poäng      | Motståndare Poäng              | Motståndare Poäng | Motståndare Poäng | Motståndare Poäng | Placering        |
| -------------- | ---------- | ------------------------------------ | ---------------------- | ------------------------------ | ----------------- | ----------------- | ----------------- | ---------------- |
| Bernard Tomic  | Herrsingel | Nishikori (JPN) L 6–7(4–7), 6–7(4–7) | Gick inte vidare       | Gick inte vidare               | Gick inte vidare  | Gick inte vidare  | Gick inte vidare  | Gick inte vidare |
| Lleyton Hewitt | Herrsingel | Stachovskj (UKR) W 6–3, 4–6, 6–3     | Čilić (CRO) W 6–4, 7–5 | Djokovic (SRB) L 6–4, 5–7, 1–6 | Gick inte vidare  | Gick inte vidare  | Gick inte vidare  | Gick inte vidare |

Damer
| Spelare                               | Gren      | Omgång 1                              | Omgång 2                                             | Åttondelsfinaler  | Kvartsfinaler     | Semifinaler       | Final / BM        | Final / BM       |
| Spelare                               | Gren      | Motståndare Poäng                     | Motståndare Poäng                                    | Motståndare Poäng | Motståndare Poäng | Motståndare Poäng | Motståndare Poäng | Placering        |
| ------------------------------------- | --------- | ------------------------------------- | ---------------------------------------------------- | ----------------- | ----------------- | ----------------- | ----------------- | ---------------- |
| Samantha Stosur                       | Damsingel | Suárez Navarro (ESP) L 6–3, 5–7, 8–10 | Gick inte vidare                                     | Gick inte vidare  | Gick inte vidare  | Gick inte vidare  | Gick inte vidare  | Gick inte vidare |
| Jarmila Gajdošová Anastasia Rodionova | Damdubbel | i.u.                                  | Makarova / Vesnina (RUS) L 1–6, 4–6                  | Gick inte vidare  | Gick inte vidare  | Gick inte vidare  | Gick inte vidare  | Gick inte vidare |
| Casey Dellacqua Samantha Stosur       | Damdubbel | i.u.                                  | Llagostera Vives / Martínez Sánchez (ESP) L 1–6, 1–6 | Gick inte vidare  | Gick inte vidare  | Gick inte vidare  | Gick inte vidare  | Gick inte vidare |

Mixed
| Samantha Stosur Lleyton Hewitt | Mixeddubbel | Radwańska / Matkowski (POL) W 6–3, 6–3 | Robson / Murray (GBR) L 3–6, 6–3, [8–10] | Gick inte vidare | Gick inte vidare | Gick inte vidare | Gick inte vidare | Gick inte vidare |

## Triathlon
| Triathlet         | Gren                | Simning (1,5 km) | Trans 1 | Cykling (40 km) | Trans 2         | Löpning (10 km) | Total tid       | Placering       |
| ----------------- | ------------------- | ---------------- | ------- | --------------- | --------------- | --------------- | --------------- | --------------- |
| Courtney Atkinson | Herrarnas triathlon | 17:26            | 0:39    | 1:16:53         | 0:28            | 31:58           | 1:49:19         | 18              |
| Brad Kahlefeldt   | Herrarnas triathlon | 18:06            | 0:39    | 1:18:25         | 0:29            | 31:29           | 1:50:23         | 32              |
| Brendan Sexton    | Herrarnas triathlon | 18:53            | 0:42    | 1:18:26         | 0:29            | 31:41           | 1:50:36         | 35              |
| Erin Densham      | Damernas triathlon  | 19:25            | 0:40    | 1:05:33         | 0:30            | 33.42           | 1:59.50         | 3               |
| Emma Jackson      | Damernas triathlon  | 19:25            | 0:42    | 1:05:32         | 0:30            | 35:07           | 2:01:16         | 8               |
| Emma Moffatt      | Damernas triathlon  | 19:23            | 0:43    | Fullföljde inte | Fullföljde inte | Fullföljde inte | Fullföljde inte | Fullföljde inte |